# Cordilheira Central (Colômbia)
A Cordilheira Central é um dos três principais ramais em que é dividida a Cordilheira dos Andes na Colômbia.